# Jacques Mesrine
Jacques-René Mesrine [ʒak mɛsʀin, ʒak meʀin] nacido el 28 de diciembre de 1936 en Clichy, Francia, fue un famoso delincuente francés. 
Mesrine nació de una pareja de obreros que habían ascendido de clase social. De niño fue testigo de una masacre de aldeanos por soldados alemanes. Sus padres tenían grandes aspiraciones para su hijo y lo enviaron al prestigioso Colegio Católico de Juilly donde sus compañeros incluían a músicos o compositores como Jean-Jacques Debout. Comenzó con problemas en la escuela de la que fue expulsado varias veces, luego se fue introduciendo en el mundo de las apuestas, bares, prostitutas y del hampa. 
Reclutado por el ejército francés, se ofreció voluntariamente para el servicio especial en la Guerra de Argelia en una unidad de  paracaidistas. Mientras participaba en despiadadas operaciones de contrainsurgencia, se dice que los deberes de Mesrine incluyeron el asesinato de prisioneros. Aunque no le gustaba la disciplina militar, Mesrine disfrutó de la acción y fue condecorado con la Cruz de Valor Militar por el general Charles de Gaulle antes de abandonar el ejército en 1959. Su padre afirma que el tiempo que pasó en Argelia había provocado un notable deterioro en el comportamiento de Mesrine.
Asaltó gran cantidad de bancos, joyerías, departamentos, etc. Cayó preso y se fugó varias veces; más tarde, se estableció en Quebec, Canadá donde siguió cometiendo innumerables actos ilícitos, entre ellos el secuestro del millonario textil, Georges Deslauriers, hasta que lo detuvieron. Luego de planear concienzudamente su fuga de la prisión de Saint-Vincent-de-Paul, la cual ejecutó espectacularmente a plena luz del día. A los pocos días ya estaba asaltando bancos en Canadá. Toda la policía estaba tras él. Dos guardabosques se toparon con él y con su cómplice Jean-Paul Mercier en un bosque, y los dos se enfrentaron con los delincuentes, pero resultaron muertos en el enfrentamiento.
Viajó a los Estados Unidos y por un tiempo se estableció allí. La policía seguía sus pasos, así que decidió instalarse en Venezuela, donde regentaba un restaurante. Cuando el FBI descubrió su nueva nacionalidad, huyó a Francia en 1972.
La policía lo declara Enemigo público número 1 de Francia, y logra capturarlo: fue juzgado y enviado a la Prisión de La Santé, donde escribió su biografía, titulada Instinto asesino, libro en el que reconocería crímenes que la policía desconocía.
El 8 de mayo de 1978, logra una nueva fuga increíble, junto a su secuaz François Besse: un tercer preso, Carman Rives, fallece en la fuga, abatido por los guardias de la cárcel. 
El 26 de mayo del mismo año, Mesrine y Besse efectúan un robo a mano armada en París. Robaron 130 000 francos del casino de Deauville. La policía llegó tarde pero se produjo un tiroteo, con alrededor de 50 disparos y Mesrine fue herido, pero lograron escaparse y eludir la barreras que la policía puso en las carreteras, ya que tomaron como rehenes a un granjero y su familia, a quienes obligaron a llevarlos a una zona segura.
Besse se separa de Mesrine y desaparece durante varios años hasta que fue recapturado en 1974; fue liberado 12 años después bajo palabra, a los 61 años de edad.
Posteriormente, el secuestro de un banquero le reportó 450 000 francos del rescate. A pesar de su posición como el "Enemigo público número uno de Francia" (L'ennemi public numéro un), Mesrine apareció en la portada del 4 de agosto de 1978 en la revista Paris Match. En una entrevista en el interior de la edición, Mesrine amenazó al Ministro de Justicia. Al permanecer en libertad en la región de París, a pesar de su notoriedad, Mesrine parecía disfrutar ridiculizando al Estado francés y la entrevista del semanario Paris Match fue el colmo. Los más altos niveles del gobierno, de la policía y de las agencias exigieron una caza implacable de Mesrine. El propio presidente de Francia ordenó crear una brigada para atrapar a Jacques Mesrine.
Disfrazándose con pelucas y otros artilugios logra por un tiempo más burlar a las autoridades francesas.
El 2 de noviembre de 1979, la policía, siguiendo a un cómplice de Mesrine, logra dar con su guarida y se monta un operativo para seguirlo. Cerca de la estación de Porte de Clignancourt del metro de París, dos camionetas de la policía le cierran el paso cuando circulaba en su BMW negro junto con su amante, Sylvia Jeanjacquot, y sin identificarse, tirotean su auto y un policía lo remata de un tiro en la cabeza.
La policía francesa anunció que su operación fue un éxito y la corporación recibió las felicitaciones del entonces presidente francés Valéry Giscard d'Estaing. Hubo rumores en la prensa de que a Mesrine le habían disparado sin previo aviso, una ejecución extrajudicial, pero la policía señaló que el delincuente había jurado que nunca se rendiría y que, en el momento de la operación, llevaba un arma de fuego, así como dos granadas adheridas a su cuerpo para activarse en el caso de algún ataque.
Sylvia Jeanjacquot no fue acusada de ningún delito: aunque sobrevivió, perdió un ojo y sufrió daños permanentes en un brazo.
La abogada defensora de Mesrine, Maître Malinbaum, continuó durante 30 años luchando por una investigación judicial sobre los hechos que rodearon la muerte de Mesrine en la Porte de Clignancourt y que el Estado francés fue responsable de lo que ella vio como el asesinato de su cliente.
La prensa lo llamaba "el hombre de los mil disfraces"; el pueblo, "el Robin Hood francés".